# Sacerdotium
El sacerdotium, juntament amb lImperium i el studium on es va assentar la cultura llatina a partir de l'edat mitjana. Després de la Caiguda de l'Imperi Romà d'Occident i la creació dels diferents regnes a Europa, els tres pilars foren introduïts per primera vegada per un escriptor alemany medieval, Alexandre de Roes a Colònia al segle xiii. en el seu tractat escrit a Roma “De praerogativa Imperii” lliurat al Papa Martí IV l'any 1281 escriu: "s'ha d'acatar la Providència de Déu que ha concedit als alemanys limperium, als francesos el studium, i als italians el sacerdotium.